# Острів Кларенс (Південні Шетландські острови)

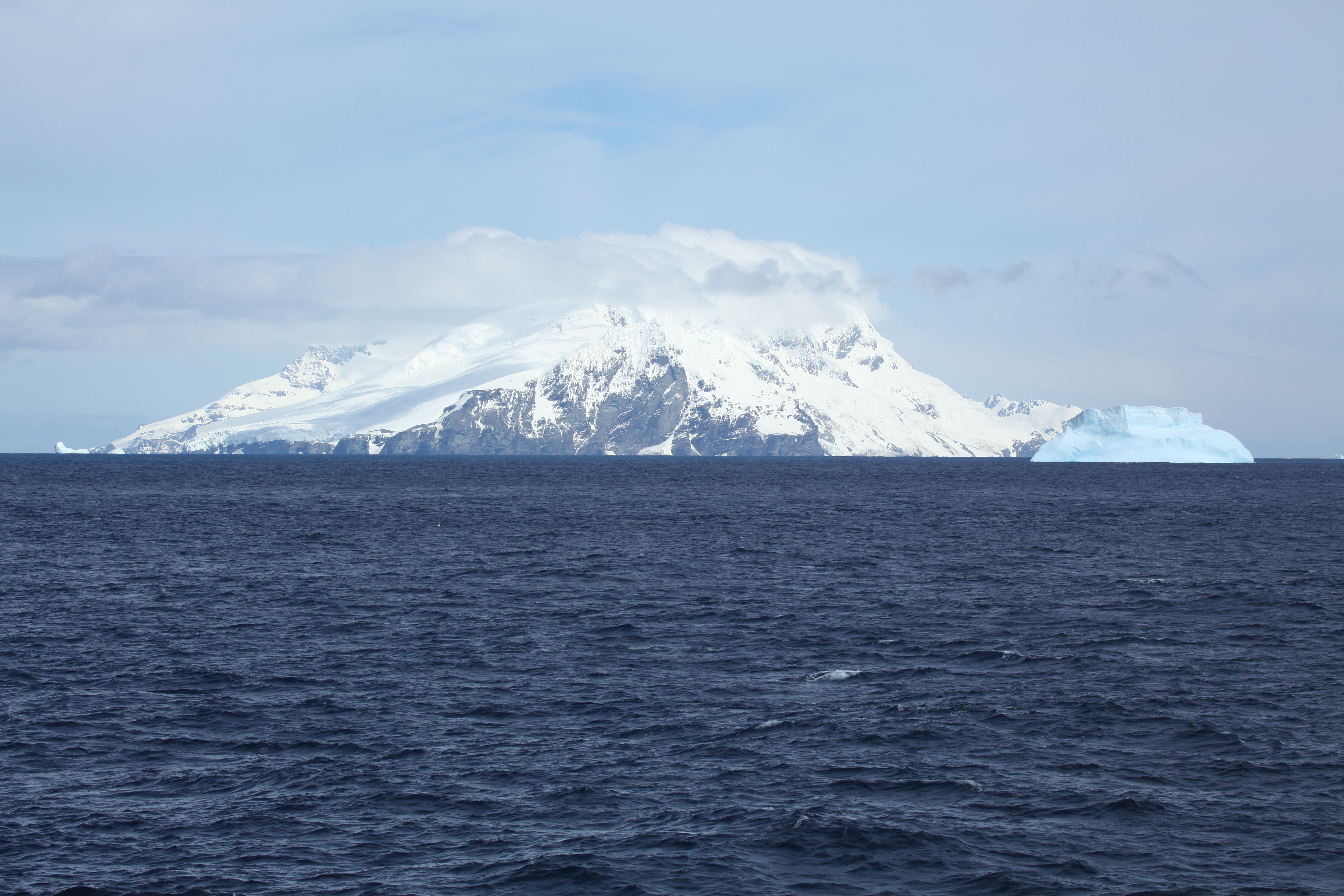
Острів Кларенс, вид з півночі, на задньому плані мис Ллойд та Ювілейний пік.

Острів Кларенс (англ. Clarence Island) — острів довжиною 21,46 км в напрямку з південно-південного заходу на північно-північний схід на крайньому сході Південних Шетландських островів Антарктиди. Назва датується щонайменше 1821 роком, і тепер утвердилась у міжнародному використанні. Ернест Шеклтон побачив острів Кларенс у своєму знаменитому плаванні на човні, але причалив на острові Слон. На нього претендує Аргентина як на частину Аргентинської Антарктиди, Велика Британія як частина Британської Антарктичної території, а Чилі — частина Чилійської Антарктичної території .
Хребет Равелін та хребет Урда займають внутрішню сторону гірського острова. Вершина гори Ірвінг, 1 950 м висотою, розташована за 6 675 км на північ від мису Боулз, найпівденнішої точки. Південно-східні схили двох хребтів покриті льодовиками: Добродан, Highton, Treskavets, Orcho і Банарі і їх північно-західні схили — льодовиками Skaplizo, Giridava і Bersame. Є два невеликих острови на схід від острова Кларенс, північний названий Цукровим островом. Бухта Чінстрап розташована на північно-західному узбережжі острова, а затока Істрос, бухта Сміта і бухта Кутела лежать на південно-східній стороні.
Високу точку на острові Кларенс досягли члени Об'єднаної Експедиції обслуговування на острів Слона (Joint Services Elephant Island Expedition) в 1970 році, які також здійснили зйомку островів Слон та Кларенс.

## Карти
- Діаграма Південний Шетлендських островів, включаючи острів Коронації, & c. [Архівовано 28 вересня 2013 у Wayback Machine.] від дослідження пластів Доув (sloop Dove) у 1821 та 1822 роках командиром Джорджем Пауеллом того ж. Масштаб приблизно. 1: 200000. Лондон: Лорі, 1822 рік.
- Британська Антарктична територія. [Архівовано 12 квітня 2021 у Wayback Machine.] Масштаб 1: 200000 топографічна карта. Серія DOS 610, лист W 61 54. Дирекція заморських досліджень, Толворт, Велика Британія, 1972 рік.
- Південні Шетландські острови: Острови Слон, Кларенс та Гіббс. [Архівовано 12 квітня 2021 у Wayback Machine.] Масштаб 1: 220000 топографічна карта. Комітет з антарктичних назв Великої Британії, 2009.
- Антарктична цифрова база даних (ADD). [Архівовано 5 березня 2017 у Wayback Machine.] Масштаб 1: 250000 топографічна карта Антарктиди. Науковий комітет з питань антарктичних досліджень (SCAR). З 1993 р. Регулярно оновлюється.